# Herman van Hall
Herman van Hall (Groningen 6 december 1830 - aldaar, 11 september 1890) was een Nederlands botanicus.
Herman van Hall, zoon van de Groningse hoogleraar plant- en landhuishoudkunde Herman Christiaan van Hall en Maria Anna van Schermbeek, trad in de voetsporen van zijn vader en werd botanicus. Hij was aanvankelijk docent aan middelbare scholen in Leiden en Middelburg. Voorts hield hij zich bezig met het kweken van bomen. Van Hall was in de tweede helft van de 19e eeuw conservator van het Rijksherbarium te Leiden.
In Middelburg was Van Hall betrokken bij het Natuurkundig Gezelschap, waarvoor hij als lector colleges verzorgde.
Hij was grootvader van journalist en schrijver Jan Campert en overgrootvader van schrijver Remco Campert. Hij trouwde met Anna Maria Catharina Rengers Hora Siccama, een dochter van burgemeester Johan Rengers Hora Siccama.
- Author citation (botany): H.Hall
- Biografisch Portaal: 53628577
- Gemeinsame Normdatei: 116405597
- International Standard Name Identifier: 0000 0000 1048 9154
- Nederlandse Thesaurus van Auteursnamen: 236287206
- RKD-Nederlands Instituut voor Kunstgeschiedenis: 368426
- Virtual International Authority File: 67216245
- WorldCat: E39PBJtrP6tGp4BvrGKjbTWqwC